# Дзвінкий глотковий одноударний
Глотковий одноударний — приголосний звук, що існує в деяких мовах. У Міжнародному фонетичному алфавіті записується як ⟨ʡ̆⟩.